# George M. Thomas

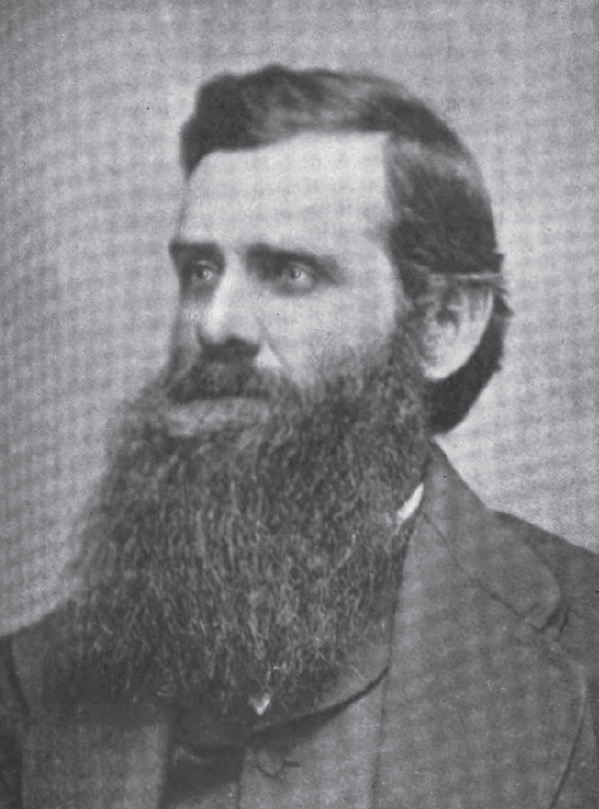
George M. Thomas

George Morgan Thomas (* 23. November 1828 bei Poplar Flat, Lewis County, Kentucky; † 7. Januar 1914 in Vanceburg, Kentucky) war ein US-amerikanischer Jurist und Politiker. Zwischen 1887 und 1889 vertrat er den Bundesstaat Kentucky im US-Repräsentantenhaus.

## Leben
George Thomas besuchte die öffentlichen Schulen seiner Heimat und unterrichtete danach selbst zwei Jahre lang als Lehrer. Zwischen 1850 und 1859 war er Schulbeauftragter. Nach einem Jurastudium und seiner 1851 erfolgten Zulassung als Rechtsanwalt begann er in diesem Beruf zu arbeiten. Von 1854 bis 1858 war er neben seiner Tätigkeit im Schuldienst auch Staatsanwalt im Lewis County. Von 1862 bis 1868 fungierte er als Staatsanwalt im zehnten Gerichtsbezirk von Kentucky. Im Jahr 1868 wurde er Bezirksrichter. Dieses Amt bekleidete er in den Jahren 1874 bis 1880 nochmals im 14. Gerichtsbezirk. Von 1881 bis 1885 war er als Nachfolger von Gabriel C. Wharton Bundesstaatsanwalt für den Distrikt von Kentucky.
Politisch war Thomas Mitglied der Republikanischen Partei. Zwischen 1859 und 1863 saß er als Abgeordneter im Repräsentantenhaus von Kentucky. 1871 kandidierte er erfolglos für das Amt des Vizegouverneurs seines Staates. In den Jahren 1872 und 1873 war er erneut Abgeordneter im Staatsparlament. Im Juni 1884 war er Delegierter zur Republican National Convention in Chicago, auf der James G. Blaine als Präsidentschaftskandidat nominiert wurde.
Bei den Kongresswahlen des Jahres 1886 wurde Thomas im neunten Wahlbezirk von Kentucky in das US-Repräsentantenhaus in Washington, D.C. gewählt, wo er am 4. März 1887 die Nachfolge von William H. Wadsworth antrat. Bis zum 3. März 1889 absolvierte er eine Legislaturperiode im Kongress. Danach arbeitete er zwischen 1897 und 1901 als Anwalt für die Bundessteuerbehörde. Anschließend zog er sich in den Ruhestand zurück. George Thomas starb am 7. Januar 1914 in Vanceburg.